# Hercules (Kalifornia)
Hercules – miasto w Stanach Zjednoczonych, w stanie Kalifornia, w zachodniej części hrabstwa Contra Costa, nad zatoką San Pablo Bay. Według spisu ludności z roku 2010, w Hercules mieszka 24 060 mieszkańców.

## Miasta partnerskie
- Tsushima, Japonia